# Dansens dag
Den internationale Dansens dag finder sted den 29. april hvert år, på fødselsdagen for den franske danser Jean-Georges Noverre (1727-1810), der regnes som grundlæggeren af den moderne ballet. Markeringen blev etableret i 1982 af International Dance Committee (CID; Conseil International de la Danse på fransk) der er en international non-governmental organisation under UNESCO. Dagen er en verdensomspændende markering af alle danseformer, og har til hensigt at fejre mangfoldigheden inden for dans og kærlighed til dans på tværs af kultur, alder, hudfarve, dygtighedsniveau og danseform.
Blandt målene for Dansens dag er at øge opmærksomheden på betydningen af dans som kunstform i den almene befolkning, samt at påvirke myndighederne verden over til at inkludere dans i alle uddannelsessystemer, fra grundskole til højere uddannelser.
Mens dans har været en integreret del af menneskenes kultur op gennem historien, bliver det fortsat nedprioriteret af myndighederne i store dele af verden. Blandt andet udtalte CID-præsident Alkis Raftis følgende ved markeringen af Dansens dag i 2003: «I mere end halvdelen af verdens lande nævnes dans ikke i offentlige lovtekster, på godt og ondt. Der er ingen midler på statsbudgettet som allokeres til at støtte denne kunstform, og der er ikke noget som hedder danseuddannelse, hverken privat eller offentlig.»
I Danmark har der siden 1985 eksisteret et Dansens Hus, der er en selvejende institution under Kulturministeriet.
I 2005 fokuserede Dansens dag på grundlæggende uddannelser. CID opfordrede uddannelsesministerier og -institutioner til at markere dagen på alle skoler ved blandt andet at skrive essays om dans, tegne billeder af dans og at danse i gaderne. I 2006 udtrykte CID en advarsel mod danseres modvilje mod at deltage i fælles organisationer, og præsidenten udtalte at dette er en vigtig årsag til manglen på anerkendelse af dans inden for lovgivning, finansiering og generel synlighed i samfundet. Budskabet var: «Verdens dansere, forén jer!» Dansens dag 2007 var tilegnet børnene.